# ان‌جی‌سی ۵۸۷۹
ان‌جی‌سی ۵۸۷۹ (انگلیسی: NGC 5879) نام یک کهکشان مارپیچی در صورت فلکی اژدها است.